# 薛英佑
薛 英佑（ソル・ヨンウ, 朝鮮語: 설영우、1998年12月5日 - ）は、韓国のプロサッカー選手。セルビア・スーペルリーガ・レッドスター・ベオグラード所属。ポジションはディフェンダー。

## クラブ経歴
2020年6月6日のKリーグ1、浦項スティーラース戦に出場しトップチームデビューを果たした。
2024年6月29日、レッドスター・ベオグラードと1年延長オプションつきの3年契約を締結した。

## 代表経歴
2023年6月20日のエルサルバドル代表戦で韓国代表デビューを果たした。